# کلیسای جامع چستر
کلیسای جامع چستر (انگلیسی: Chester Cathedral) یک کلیسای جامع در شهر چستر، انگلستان است.
این کلیسا که از دوران روم یک پرستشگاه برای مسیحیان بوده تاکنون چندین مرتبه از قرون وسطی تاکنون بازسازی شده‌است، کلیسای چستر دارای ۱۰۸ متر طول و یک برج به ارتفاع ۳۹ متر می‌باشد.

## نگارخانه

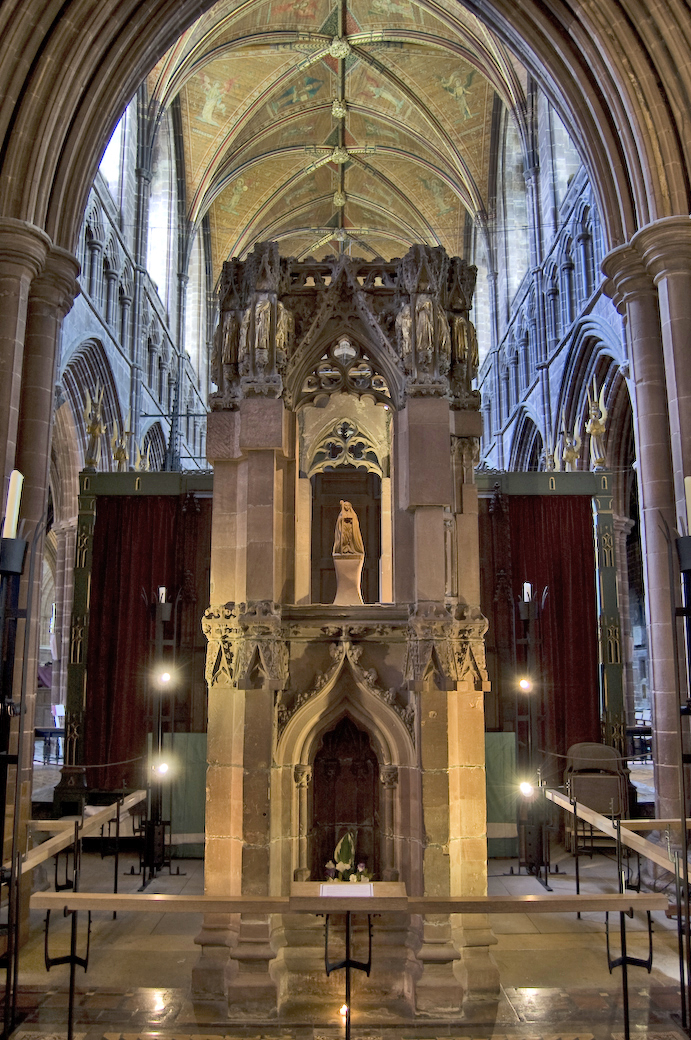
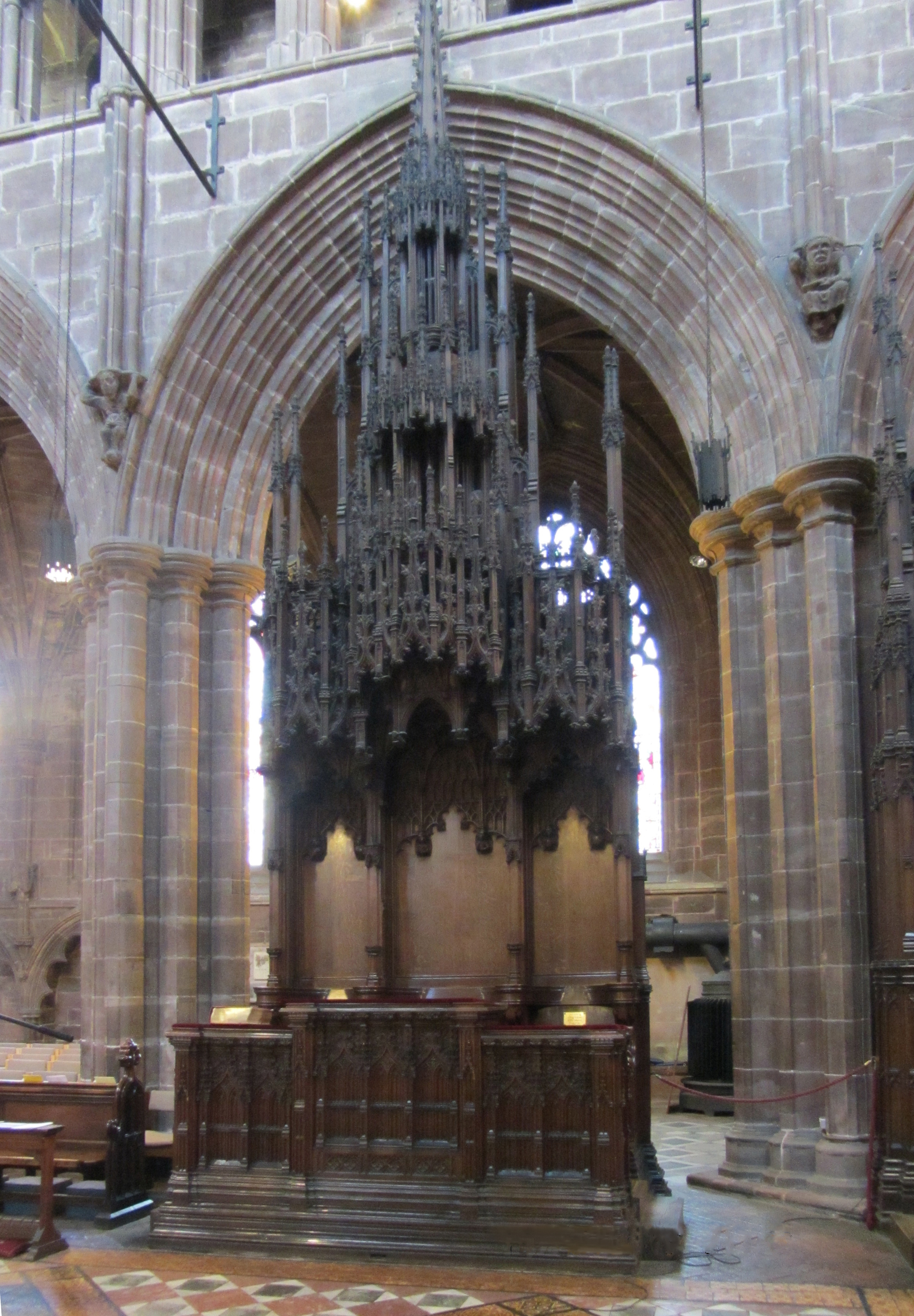
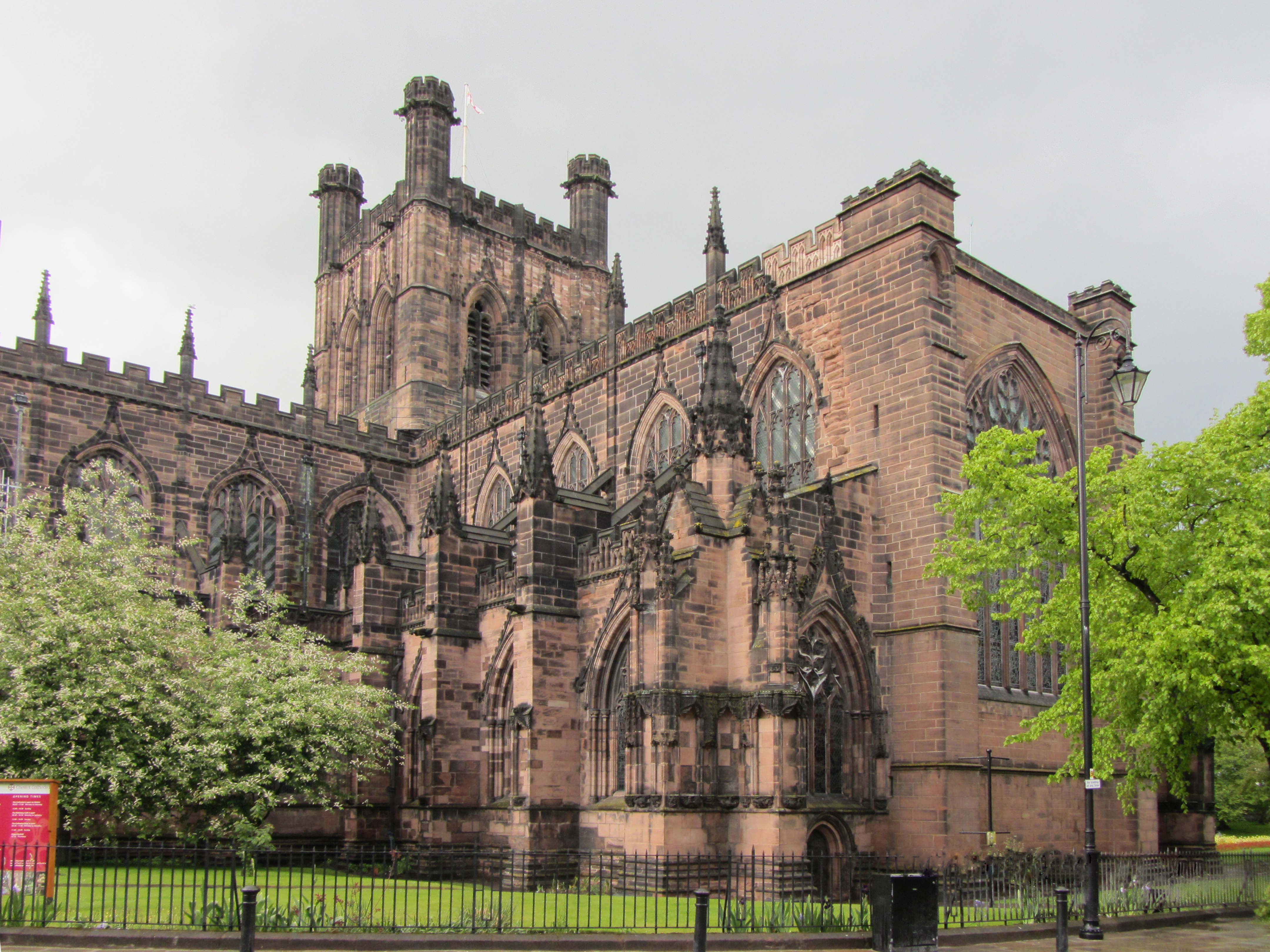
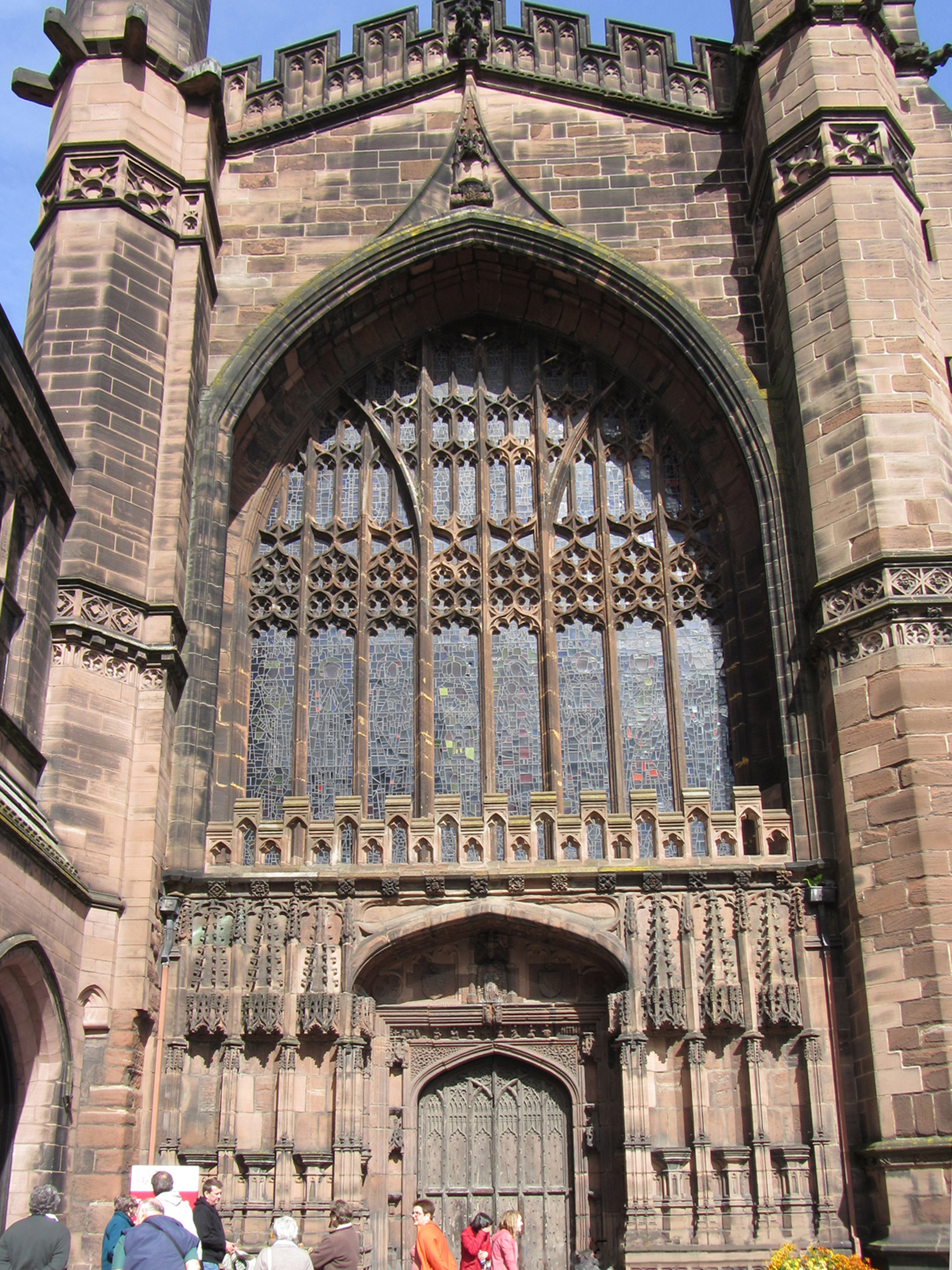
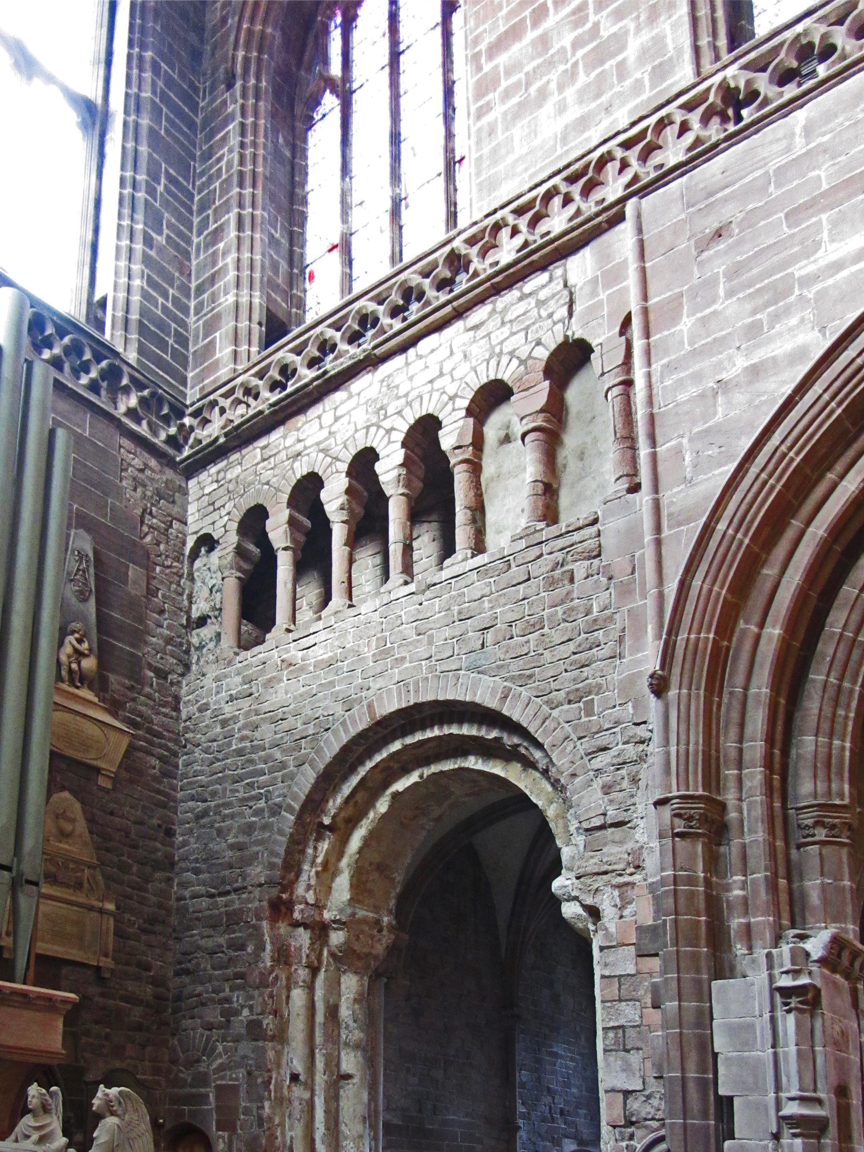
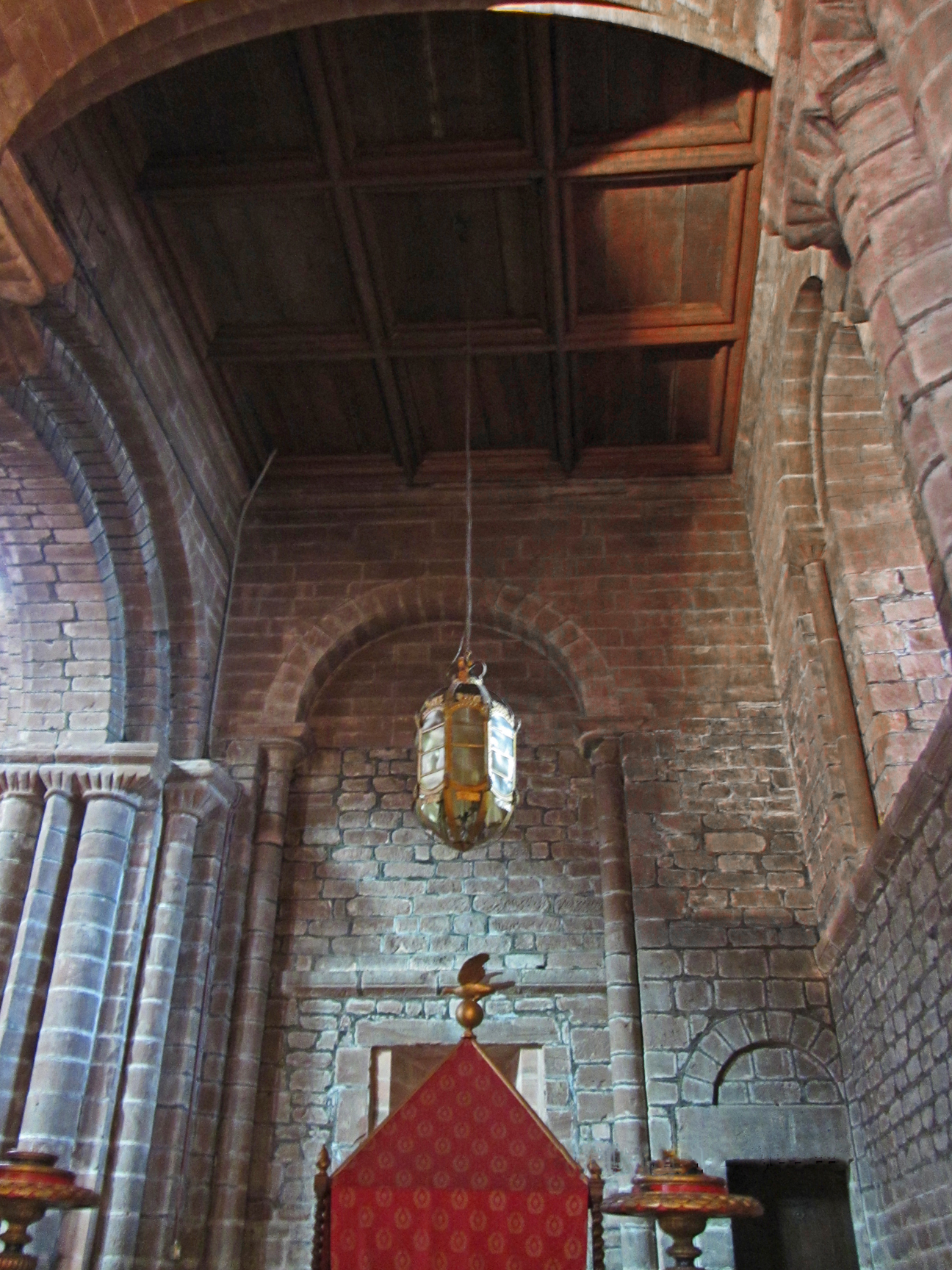
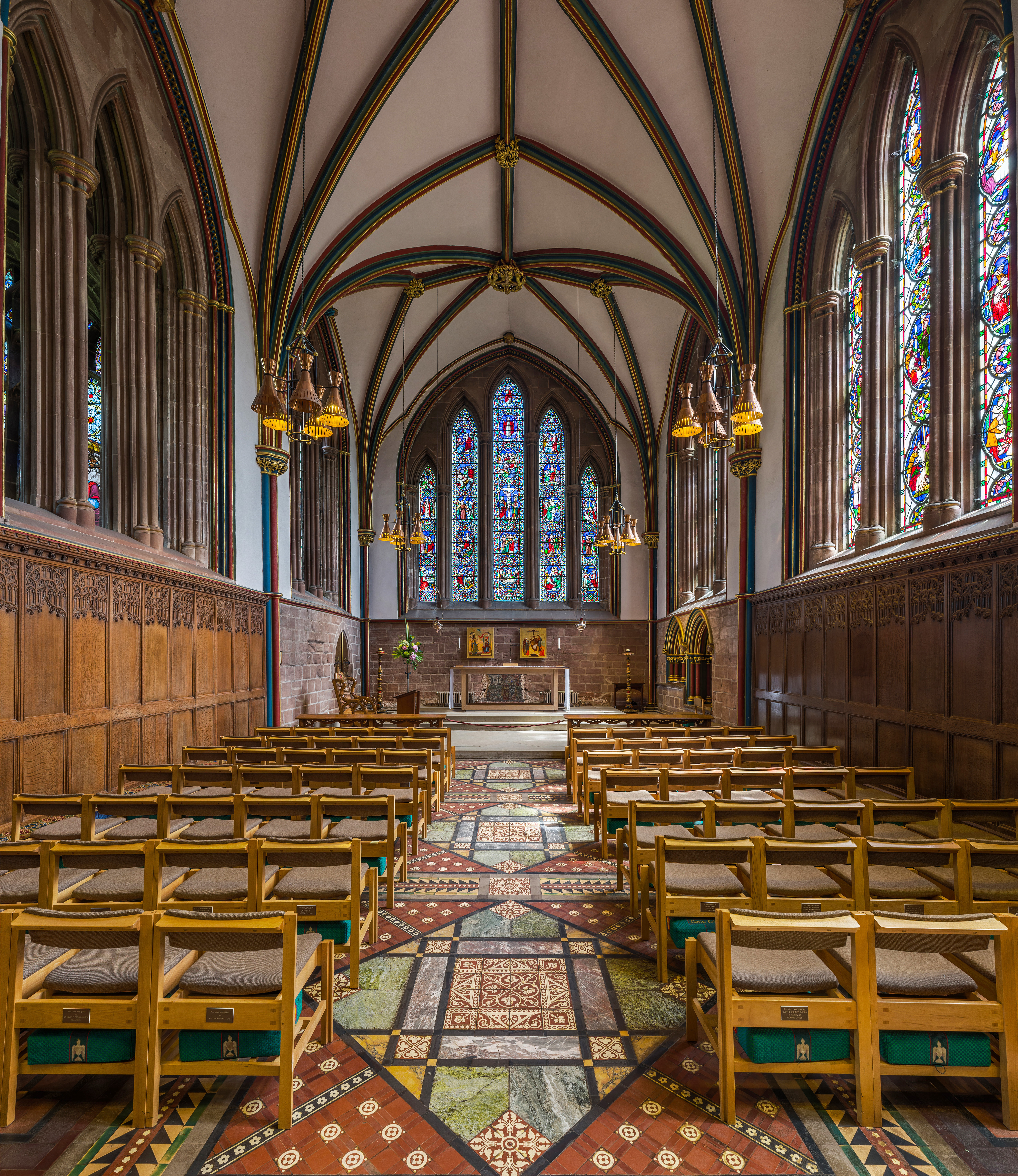
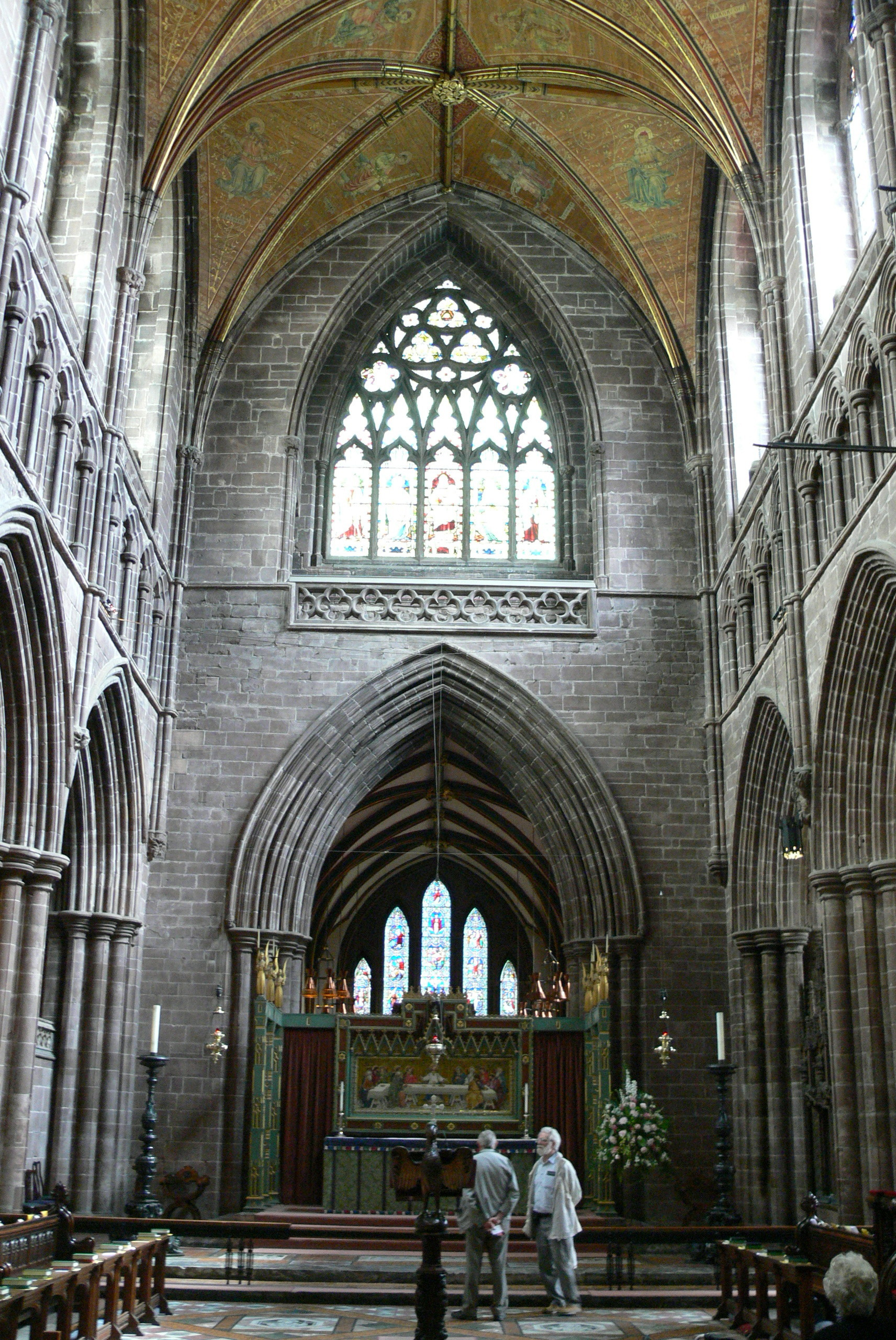
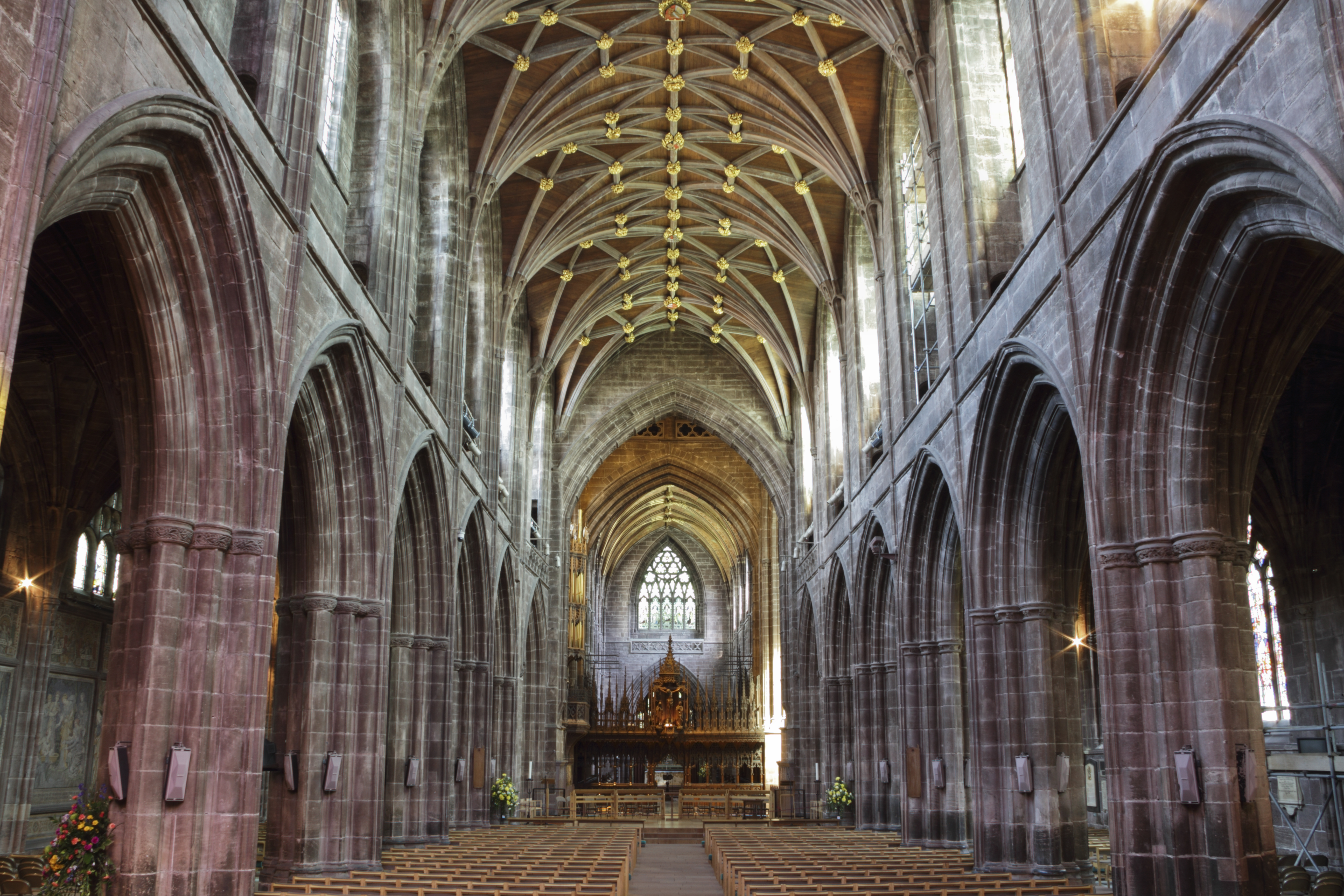
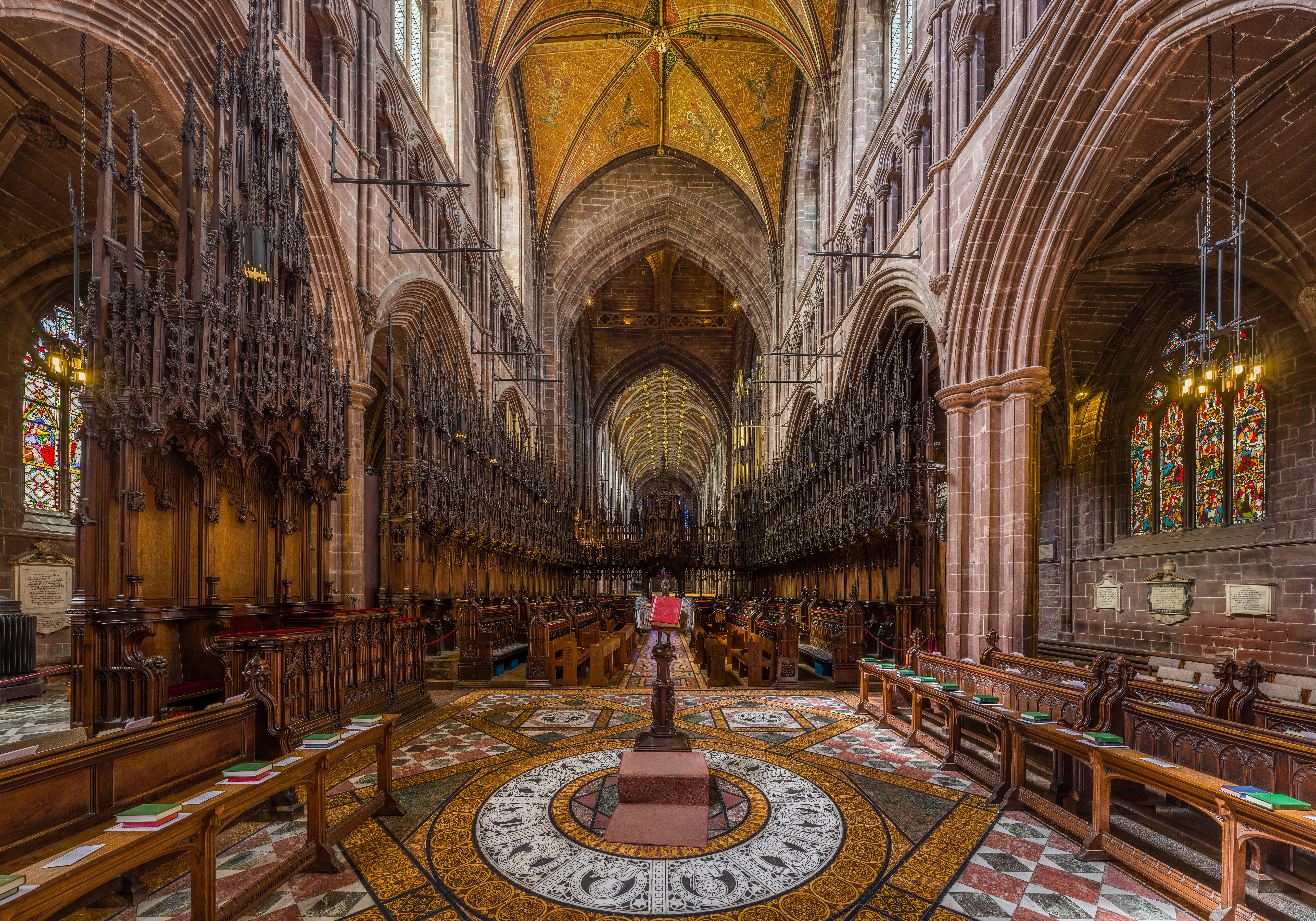
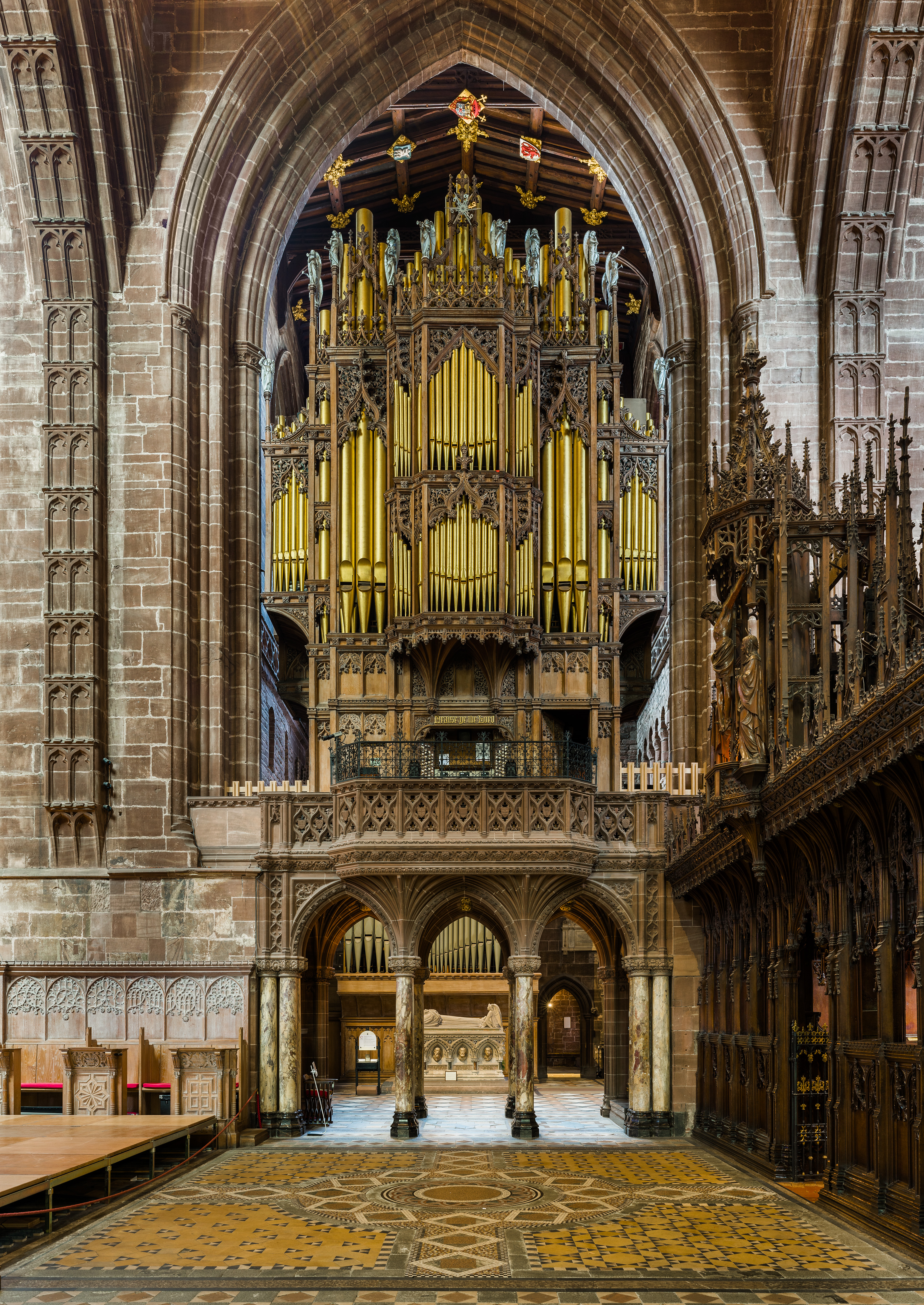
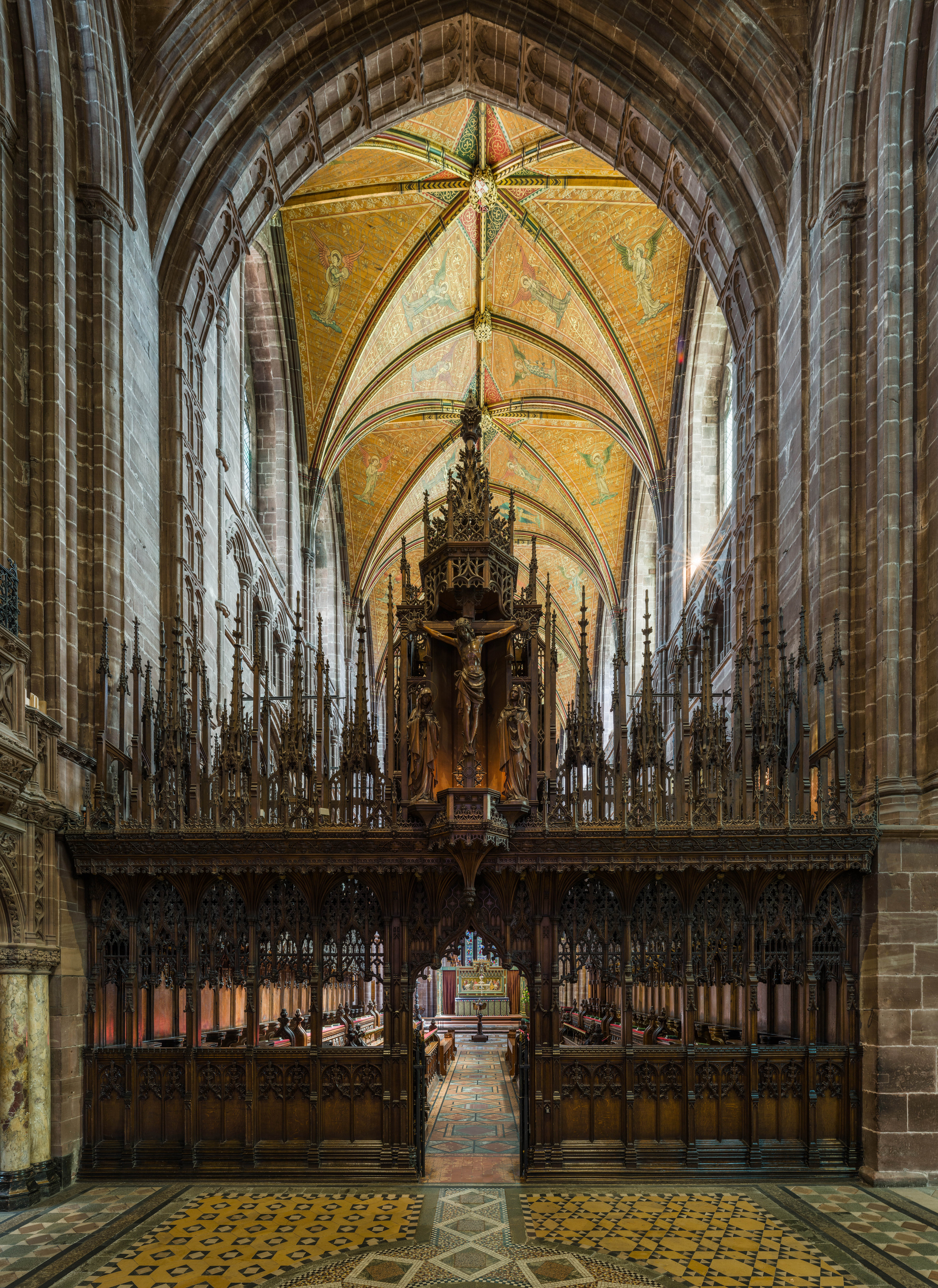
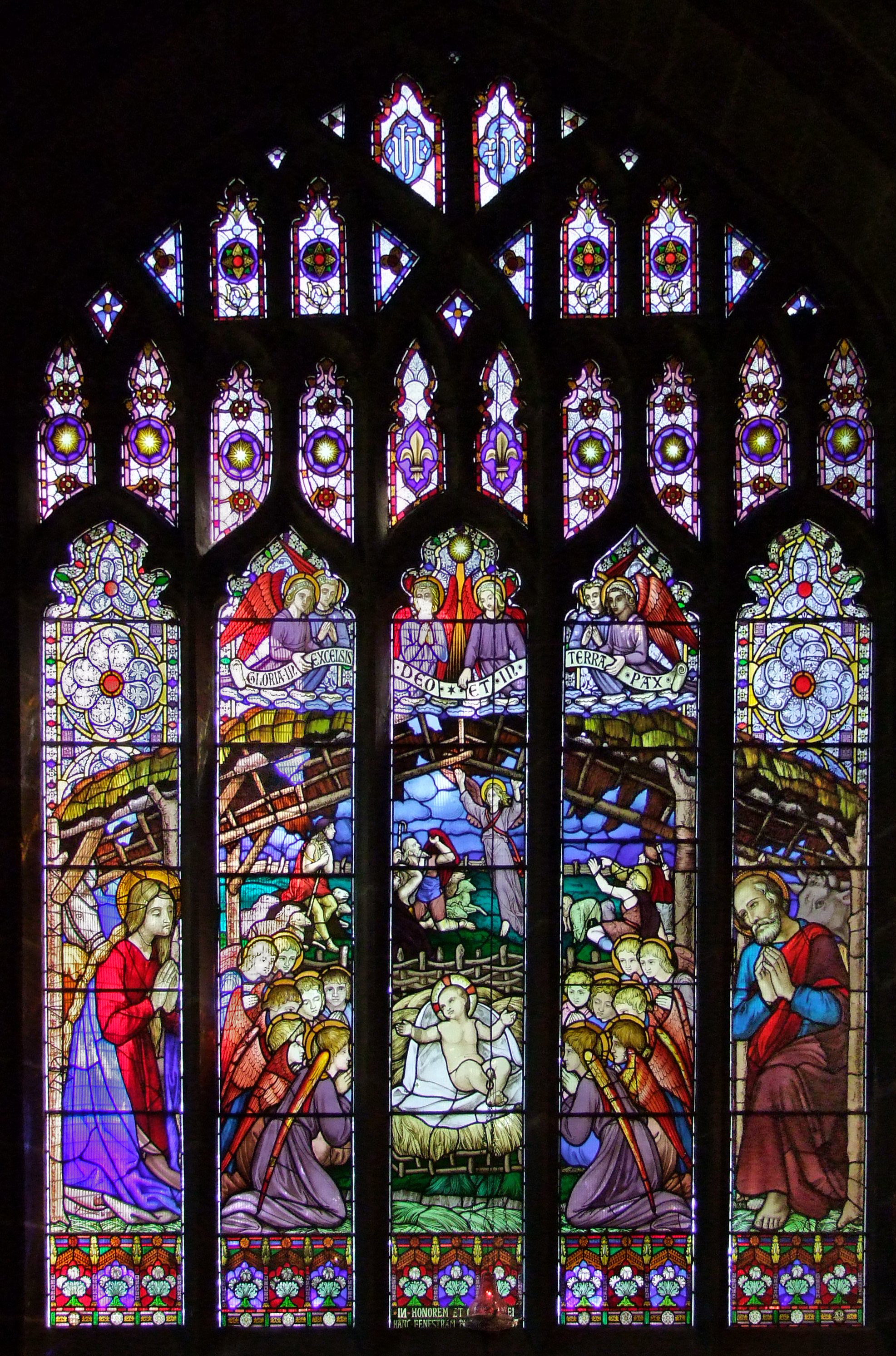
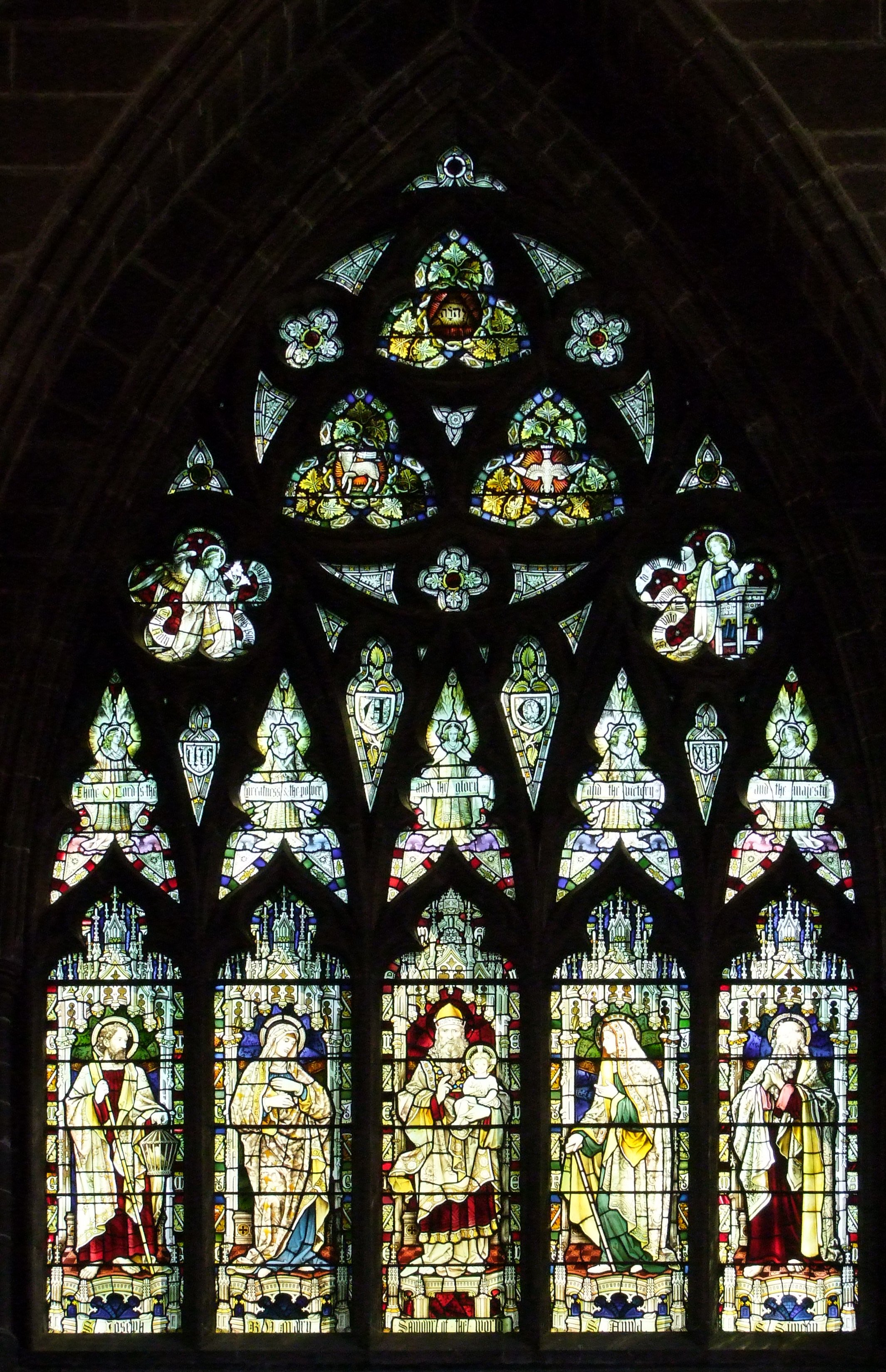